# Likavka
Likavka é um município da Eslováquia, situado no distrito de Ružomberok, na região de Žilina. Tem 18,26 km² de área e sua população em 2018 foi estimada em 3.032 habitantes.

## Demografia
| Ano:        | 1994 | 2004   | 2014   | 2024   |
| ----------- | ---- | ------ | ------ | ------ |
| Broj ljudi: | 2870 | 3012   | 3045   | 2846   |
| Razlika:    |      | +4,94% | +1,09% | -6,53% |

| Ano:               | 2023 | 2024   |
| ------------------ | ---- | ------ |
| Número de pessoas: | 2898 | 2846   |
| Diferença:         |      | -1,79% |